# Phiale (zoologia)
Phiale C.L. Koch, 1846 è un genere di ragni appartenente alla famiglia Salticidae.

## Distribuzione
Le 35 specie note di questo genere sono diffuse in America meridionale e centrale; le uniche specie isolane endemiche sono P. bryantae di Antigua, P. cubana di Cuba e P. similis di Trinidad.

## Tassonomia
Non è un sinonimo anteriore di Cyrene Peckham & Peckham, 1893 in quanto il nome era occupato precedentemente, in accordo con uno studio dell'aracnologa Galiano del 1982.
A maggio 2010, si compone di 35 specie:
1. Phiale aschnae Makhan, 2006 — Suriname
2. Phiale bicuspidata (F. O. P.-Cambridge, 1901) — Costa Rica, Panama
3. Phiale bilobata (F. O. P.-Cambridge, 1901) — Guatemala, Panama
4. Phiale bipunctata Mello-Leitão, 1947 — Brasile
5. Phiale bisignata (F. O. P.-Cambridge, 1901) — Messico, Guatemala
6. Phiale bryantae Roewer, 1951 — Antigua
7. Phiale bulbosa (F. O. P.-Cambridge, 1901) — Panama
8. Phiale crocea C. L. Koch, 1846 — dal Panama al Brasile
9. Phiale cruentata (Walckenaer, 1837) — Brasile, Guiana francese
10. Phiale cubana Roewer, 1951 — Cuba
11. Phiale elegans (F. O. P.-Cambridge, 1901) — Panama
12. Phiale flavescens (Peckham & Peckham, 1896) — Panama
13. Phiale formosa (Banks, 1909) — Costa Rica
14. Phiale geminata (F. O. P.-Cambridge, 1901) — Panama
15. Phiale gratiosa C. L. Koch, 1846[2] — Brasile, Paraguay, Argentina
16. Phiale guttata (C. L. Koch, 1846) — dalla Costa Rica al Paraguay
17. Phiale hieroglyphica (F. O. P.-Cambridge, 1901) — Messico
18. Phiale huadquinae Chamberlin, 1916 — Perù
19. Phiale laticava (F. O. P.-Cambridge, 1901) — Guatemala
20. Phiale lehmanni Strand, 1908 — Colombia
21. Phiale longibarba (Mello-Leitão, 1943) — Brasile
22. Phiale mediocava (F. O. P.-Cambridge, 1901) — Messico, Guatemala
23. Phiale mimica (C. L. Koch, 1846) — Brasile
24. Phiale niveoguttata (F. O. P.-Cambridge, 1901) — Panama
25. Phiale ortrudae Galiano, 1981 — Ecuador
26. Phiale pallida (F. O. P.-Cambridge, 1901) — Guatemala
27. Phiale quadrimaculata (Walckenaer, 1837) — Brasile
28. Phiale radians (Blackwall, 1862) — Brasile
29. Phiale roburifoliata Holmberg, 1875 — Argentina
30. Phiale rubriceps (Taczanowski, 1871) — Guiana francese
31. Phiale septemguttata (Taczanowski, 1871) — Guiana francese
32. Phiale similis (Peckham & Peckham, 1896) — Trinidad
33. Phiale simplicicava (F. O. P.-Cambridge, 1901) — Messico, Panama
34. Phiale tristis Mello-Leitão, 1945 — Argentina, Paraguay, Brasile
35. Phiale virgo C. L. Koch, 1846 — Suriname

### Specie trasferite, inglobate, non più in uso
- Phiale albovittata Schenkel, 1953[3] - Venezuela
- Phiale modestissima Caporiacco, 1947[4] — Guyana